# Disciphania contraversa
Disciphania contraversa là một loài thực vật có hoa trong họ Biển bức cát. Loài này được Barneby mô tả khoa học đầu tiên năm 1972.